# The Unknown Warrior
O túmulo britânico de The Unknown Warrior (O guerreiro desconhecido, em inglês) contém um soldado britânico não identificado morto em um campo de batalha europeu durante a Primeira Guerra Mundial.

## História
Ele foi enterrado na Abadia de Westminster em Londres, em 11 de Novembro de 1920, simultaneamente com um enterro semelhante de um soldado desconhecido francês no Arco do Triunfo em Paris, fazendo com que ambos os túmulos fossem os primeiros a homenagear soldados sem identificação da Primeira Guerra Mundial. É o primeiro exemplo de um túmulo de soldado desconhecido.
É o túmulo único na abadia sobre o qual é proibido a andar.